# Erik Englund (indianexpert)
Erik "Uncas" Englund, född 4 augusti 1906 i Stockholm, död 25 december 1973 i Hägerstens församling, Stockholm, deltog 1957 i den första omgången av TV-programmet Kvitt eller dubbelt i ämnet Nordamerikas indianer. Han tog sig hela vägen till sista frågan och vann 10 000 kronor. Han utgav därefter en rad böcker i ämnet.
Englund är gravsatt i minneslunden på Skogskyrkogården i Stockholm.